# Triglopsis quadricornis
Triglopsis quadricornis és una espècie de peix pertanyent a la família dels còtids i l'única del gènere Triglopsis. Par FishBase, Myoxocephalus quadricornis .

## Descripció
- Fa 60 cm de llargària màxima (normalment, en fa 30) i 260 g de pes.
- Nombre de vèrtebres: 37-42.[3][4][5]

## Alimentació
Menja crustacis petits, peixos i mol·luscs.

## Hàbitat
És un peix demersal i de clima polar (83°N-45°N, 180°W-180°E) que viu entre 0-100 m de fondària.

## Distribució geogràfica
Es troba a Alaska, el Canadà, Dinamarca, Estònia, Finlàndia, Alemanya, Groenlàndia, Letònia, Lituània, Noruega, Polònia, Suècia i Rússia.

## Costums
És bentònic i, també, diürn des del novembre fins a l'abril (la resta de l'any és fonamentalment nocturn).

## Longevitat
La seua esperança de vida és de 14 anys.

## Observacions
És inofensiu per als humans.